# Terence McKenna
Terence McKenna (16. studenog 1946. – 3. travnja 2000.), američki pisac i filozof.
Terence McKenna bio je pisac, filozof, revizionist i vizionar. Poznat je po proučavanju šamanskih običaja plemena u Južnoj Americi i sveobuhvatnoj filozofskoj misli koja je obuhvaćala teme od antropologije, morfologije, ontologije do psihodeličnog iskustva. Njegov je rad obuhvaćao razna područja, od Voynichove knjige preko podrijetla ljudske vrste do Teorije noviteta. Njegove teorije u sebi sadrže kombinaciju halucinogenih kemijskih sastojaka, gajanizma i šamanizma.

## Biografija
Rođen je u gradiću Paonia u saveznoj državi Colorado. U dobi od 16 godina seli se u Kaliforniju gdje će završiti srednju školu. 1963. upoznaje se s tematikom psihodeličnih droga putem eseja Aldousa Huxleya Vrata percepcije i Raj i pakao. Tijekom srednje škole počinje redovito konzumirati marihuanu. 1965. upisuje studij povijesti umjetnosti na Sveučilištu u Berkeleyu. Tijekom studija započinje s proučavanjem šamanizma, a odlučuje krenuti i na putovanje Azijom. Posjećuje Nepal gdje uči tibetanski jezik i krijumčari hašiš, u Indoneziji skuplja leptire, a u Japanu radi kao učitelj engleskog.
1971., nakon što je djelomično dovršio studij, Terence McKenna, njegov brat Dennis McKenna i još trojica znanstvenika odlaze u kolumbijsku Amazonu u potrazi za oo-koo-hé, biljnim pripravkom koji sadrži DMT. Kod La Chorrera, na nagovaranje svoga brata, podvrgava se psihodeličnom eksperimentu za koji tvrdi da ga je doveo u kontakt s Logosom: informativnim, halucinantnim glasom, gotovo univerzalnim za sva halucinogena iskustva. Otkriće ovoga glasa potaklo ga je na istraživanje struktura I Chinga, što ga je na kraju dovelo do teorije noviteta.
1972. vraća se na Berkeley kako bi završio studij, no prebacuje se na smjer ekologije i zaštite okoliša, što će i diplomirati 1975. Tijekom većine 1970-ih McKenna je održavao uglavnom nezamjetljiv profil živeći u maloj prigradskoj kući, izdržavajući se tantijemima od svoje knjige Magic Mushroom Growers Guide i uzgajanjem i prodajom psilocibinskih gljiva. Prema njegovim riječima, odustao je od svojeg rada na uzgoju psihoaktivnih gljiva zbog previsokih kazni u okviru američkog rata protiv droge.
McKenna je bio suradnik matematičara Ralpha Abrahama i biologa Ruperta Sheldrakea. Surađivao je i s Ralphom Metznerom i Riane Eisler te je s njima sudjelovao u zajedničkim radionicama i simpozijima. Bio je osobni prijatelj Toma Robbinsa te je utjecao na misli mnogih znanstvenika, pisaca, umjetnika i zabavljača.  
1980-ih postaje popularna osoba unutar kontrakulture. Timothy Leary jednom ga je predstavio kao "pravog Tima Learya". Pojavljivao se na psihodeličnim, goa i trance albumima grupa kao što su The Shamen, Spacetime Continuum, Zuvuya i Shpongle, a njegovi govori su semplirani od strane mnogih drugih. Kao vješt i elokventan govornik održao je brojna predavanja o psihodeličnim drogama i srodnoj tematici.
Umro je od glioblastoma multiforme, agresivne vrste moždanog tumora u 54. godini života. Iza sebe je ostavio sina Finna i kćer Kleau.

## Ideje
McKenna je bio pobornik istraživanja alternativnih stanja svijesti kroz uporabu prirodnih psihodeličnih droga poput psilocibinskih gljiva i DMT-a. Seanse sa psihodelicima smatrao je "trans-dimenzionalnim putovanjima" koja omogućuju kontakt s entitetima koji bi mogli biti preci ili duhovi zemlje. Bio je protivnik većine organiziranih religija i različitih oblika duhovnog buđenja baziranih na guruima.
U knjizi Food of the Gods iznio je kontroverznu teoriju da je glavni uzrok transformacije vrste Homo erectus u vrstu Homo sapiens uvođenje halucinogene gljive Psilocybe cubensis u njezinu prehranu, do čega je došlo prije 100 000 godina. McKenna je ovu teoriju bazirao na psihoaktivnim učincima koje konzumacija gljive izaziva. Pri nižim dozama značajno se pojačava vizualna percepcija konzumenta. McKenna smatra da bi ovaj efekt pozitivno utjecao na uspjeh u lovu pripadnika vrste Homo erectus koji bi slučajno došli u kontakt s halucinogenim gljivama. U jačim dozama, tvrdi McKenna, halucinogene gljive pojačavaju spolnu želju što bi bila još jedna evolucijska prednost, jer bi se povećao broj potomaka. Također, veće doze gljiva dovele bi do "rušenja granica" između individua, što bi homogeniziralo grupu i poticalo grupne seksualne aktivnosti, a to bi rezultiralo većim miješanjem gena i većom genetskom varijabilnosti. Prema McKenni, konzumacija halucinogenih gljiva omogućila je i prva duboka religijska iskustva. Osim toga, gljive promiču i lingvističko razmišljanje što je moglo utjecati na vokalizaciju i, posljedično, mutaciju mozga Homo erectusa. McKenna smatra da su svi navedeni faktori bili ključni za evoluciju i transformaciju u današnjeg modernog čovjeka.

## Knjige
Nažalost, niti jedna od njegovih knjiga nije prevedena na hrvatski. Zbog toga iznosimo popis njegovih knjiga na engleskom jeziku:
- The Invisible Landscape (s Dennisom McKennom, 1975., new edition 1993.)
- Psilocybin - Magic Mushroom Grower's Guide (1976.), s Dennisom McKennom
- Trialogues on the Edge of the West (1992.), (s Ralphom Abrahamom i Rupertom Sheldrakeom),
- The Archaic Revival (1991.)
- Food of the Gods (1992.)
- Synesthesia (s Tim Elynom, 1992.)
- True Hallucinations (1993.)

## Vanjske poveznice
- Službene stranice Terencea McKenne
- Priča o medijima i drogama  Arhivirana inačica izvorne stranice od 21. lipnja 2006. (Wayback Machine), u kojoj se među ostalima spominje i rad Terencea McKenne
- Zemlja Terencea McKenne  Arhivirana inačica izvorne stranice od 30. kolovoza 2005. (Wayback Machine)
- Njegova biografija  Arhivirana inačica izvorne stranice od 6. travnja 2006. (Wayback Machine)
- SoundPhotosynthesis ima većinu njegovih zvučnih i slikovnih zapisa.
- Audio arhiv predavanja  Arhivirana inačica izvorne stranice od 9. travnja 2006. (Wayback Machine) Terencea McKenne u MP3 formatu
- Još jedna stranica s njegovim predavanjima u mp3 formatu
- Food of the Gods  Arhivirana inačica izvorne stranice od 4. travnja 2006. (Wayback Machine) Knjiga na engleskom u PDF formatu